# Polymixis anceps
Polymixis anceps är en fjärilsart som beskrevs av Otto Staudinger 1897. Polymixis anceps ingår i släktet Polymixis och familjen nattflyn. Inga underarter finns listade i Catalogue of Life.